# 阮文順
可敬者阮文顺（1928年4月17日—2002年9月16日）是南越籍天主教執事級樞機。在世時曾任宗座正義與和平委員會主席。越南共和國首任总统吴廷琰和吴廷俶总主教的外甥。

## 生平
1928年4月17日，阮文順於越南的京城順化出生。1941年，他進入安寧小修院，1953年6月11日晉鐸。隨後他又前往羅馬繼續深造6年，獲得教會法學博士學位後回到越南，擔任芽莊教區修院的教授及院長。1967年6月24日晉牧，並被時任教宗保祿六世任命他為芽莊教區主教。1975年4月24日，保祿六世又擢升他為西貢總教區助理總主教。
但同月30日，西貢被越共佔領，他因為信仰以及與吳廷琰的家族聯繫，立刻遭逮捕，未經審訊就被關進監獄達13年之久，其中有9年時間是單獨監禁在富慶省。在獄中，他用紙片秘密地傳遞出去一些信息，在教友團體中互相傳抄，後來被編成一本著作《希望的旅途》。他的另一本著作《希望的祈禱》則是他在獄中所寫的禱告。主教還用碎紙片寫下聖經福音書中數百經節。同情他的獄卒為他偷運進來一塊木頭和一些鐵絲，做成一個小十字架。
1988年11月21日，阮文順被共產黨政府釋放，並被迫流亡。1994年，教宗若望保祿二世在梵蒂岡接見了他，任命他為聖座正義與和平委員會副主席，4年後升任主席。2001年2月21日，教宗擢升阮文順為執事級樞機，領階梯聖母執事區執事銜。2002年9月16日，阮文顺因癌症在罗马的一个诊所去世，享年74岁。阮枢机的遗体被安葬在罗马阶梯圣母堂内。
2007年9月16日，阮枢机去世5周年，罗马天主教会开始他立真福品的調查工作。教宗本篤十六世表示听到此消息，感到“满心欢喜”。
10年後的5月15日，阮樞機獲冊封為可敬者。
2023年7月25日，教宗方济各批准建立以他名字命名的基金会。